# Secretaría General Técnica del Ministerio de Trabajo
La Secretaría General Técnica del Ministerio de Trabajo y Economía Social es el órgano directivo de carácter técnico, adscrito a la Subsecretaría, que se encarga de la asistencia a los órganos del Departamento en todo lo relativo a temas técnico-jurídicos y legales. De igual forma, también les asiste en el ámbito de las relaciones internacionales y en las relaciones con los tribunales de justicia.

## Historia
La Secretaría General Técnica del Ministerio de Trabajo fue creada en abril de 1957 como un órgano de estudio y documentación, asistencia técnica, coordinación y elaboración de los planes generales de actuación del Departamento. Ya en su origen se previó la existencia de un vicesecretario general técnico para sustituir al secretario, ejercer las funciones que este le encomiende e inspeccionar los servicios propios de la SGT.
La secretaría general técnica se estructuró en secciones hasta 1972, cuando aparecieron las primeras subdirecciones generales, conviviendo ambos tipos de órganos. Desde 1957 hasta 1985 dependió directamente del Ministro. A partir de entonces depende de la Subsecretaría del Departamento.

## Funciones y estructura
La secretaría general técnica desarrolla sus funciones a través de sus órganos subordinados, siendo estos:
- La Vicesecretaría General Técnica, a la que corresponde prestar asistencia técnica y administrativa a los altos cargos del Departamento; la coordinación en la elaboración, seguimiento y ejecución de la actividad normativa del Departamento, así como de los informes que se emiten, en relación con los proyectos normativos de otros Departamentos y la coordinación del Plan Anual Normativo; la preparación, examen e informe de los asuntos que hayan de someterse a la deliberación del Consejo de Ministros y a la Comisión General de Secretarios de Estado y Subsecretarios; y la emisión de informes, tramitación de convenios y vigilancia de la normativa laboral aprobada por las comunidades autónomas.
- La Subdirección General de Relaciones Internacionales Sociolaborales, a la que corresponden las relaciones internacionales del Ministerio en materia laboral; el seguimiento y coordinación de las cuestiones prejudiciales y demás actuaciones ante el Tribunal de Justicia de la Unión Europea; y la coordinación y definición del programa de trabajo de las Consejerías de Trabajo, Migraciones y Seguridad Social en el exterior.
- La Subdirección General de Informes, Recursos y Publicaciones, a la que corresponde la tramitación y propuesta de resolución de los recursos administrativos y de las reclamaciones de responsabilidad patrimonial, así como de las revisiones de oficio; las relaciones con los tribunales de justicia; y todo lo relativo a publicaciones, programa editorial, archivo, biblioteca, estudios, investigaciones y difusión de todos estos.